# Rhypopteryx rubripunctata
Rhypopteryx rubripunctata is een vlinder uit de familie spinneruilen (Erebidae), onderfamilie donsvlinders (Lymantriinae). De wetenschappelijke naam van deze soort is voor het eerst geldig gepubliceerd in 1892 door Weymer.
De soort komt voor in tropisch Afrika.